# Dassault Étendard IV
Die Dassault Étendard (Standarte) war ein einstrahliges, trägergestütztes Jagdflugzeug des französischen Herstellers Dassault Aviation.

## Geschichte
Mitte der 1950er Jahre suchten verschiedene NATO-Luftstreitkräfte ein leichtes, preiswertes offensives Jagdflugzeug. Dassault begann daraufhin mit der Planung eines solchen Flugzeugs. Anfangs wurden drei Prototypen gebaut, die mit römischen Zahlen bezeichnet wurden (II, VI, IV). Die Entwicklung des Prototyps II, als Étendard II (Erstflug 23. Juli 1956) bezeichnet, wurde eingestellt, da er Probleme mit dem Antrieb (zweistrahlig, aber dennoch untermotorisiert) hatte und die Entwicklung des einstrahligen Prototyps VI (Erstflug 15. März 1957), weil sich die NATO für die Fiat G.91 als leichtes taktisches Kampfflugzeug entschieden hatte.
Der Prototyp IV (Erstflug 24. Juli 1956) wurde mit größerem Tank und stärkerem Schub ausgerüstet und von Dassault auf eigene Kosten weiterentwickelt. 1956 meldete die französische Marineluftwaffe Interesse an der Dassault Étendard IV an. Das für die Marine bestimmte Flugzeug wurde als Étendard IVM weiterentwickelt. Im ersten Auftrag bestellte die Marine einen Prototyp – der am 21. Mai 1958 zum ersten Mal flog – und sechs Vorserienflugzeuge. Diese Flugzeuge waren gegenüber der IV für den Flugzeugträgereinsatz modifiziert. Insgesamt wurden von der Étendard IVM 69 Flugzeuge gebaut. Sie traten ihren Dienst im Jahr 1962 an Bord der Flugzeugträger Clemenceau und Foch an. Eine Besonderheit der Maschinen ist, dass sie nicht mit einem Radar, sondern nur mit einer schwertförmigen Antenne unter dem Bug ausgerüstet waren. Da dieser Typ sehr erfolgreich war, wurde daraufhin die Super Étendard entwickelt. Die letzten Étendard IVM wurden Mitte 1991 außer Dienst gestellt.

## Varianten

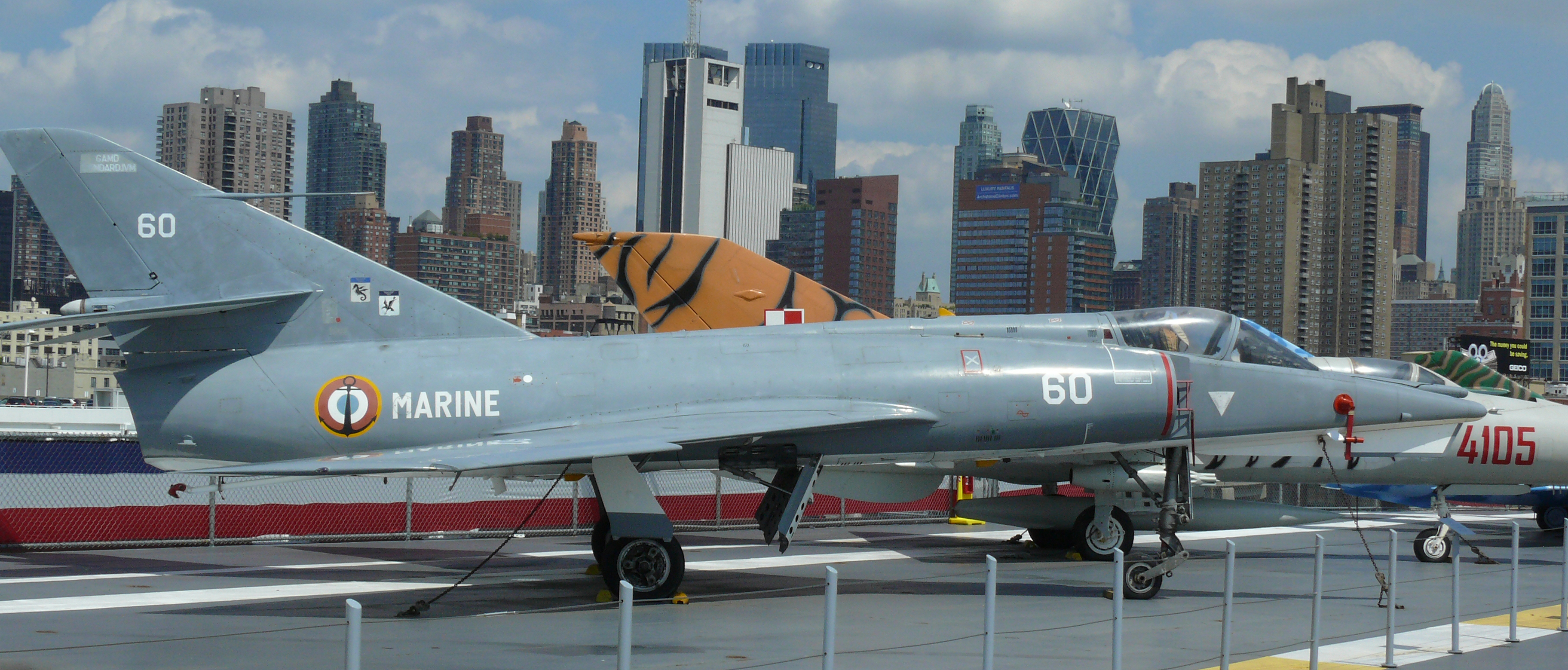
Étendard IV M im Intrepid Sea-Air-Space Museum

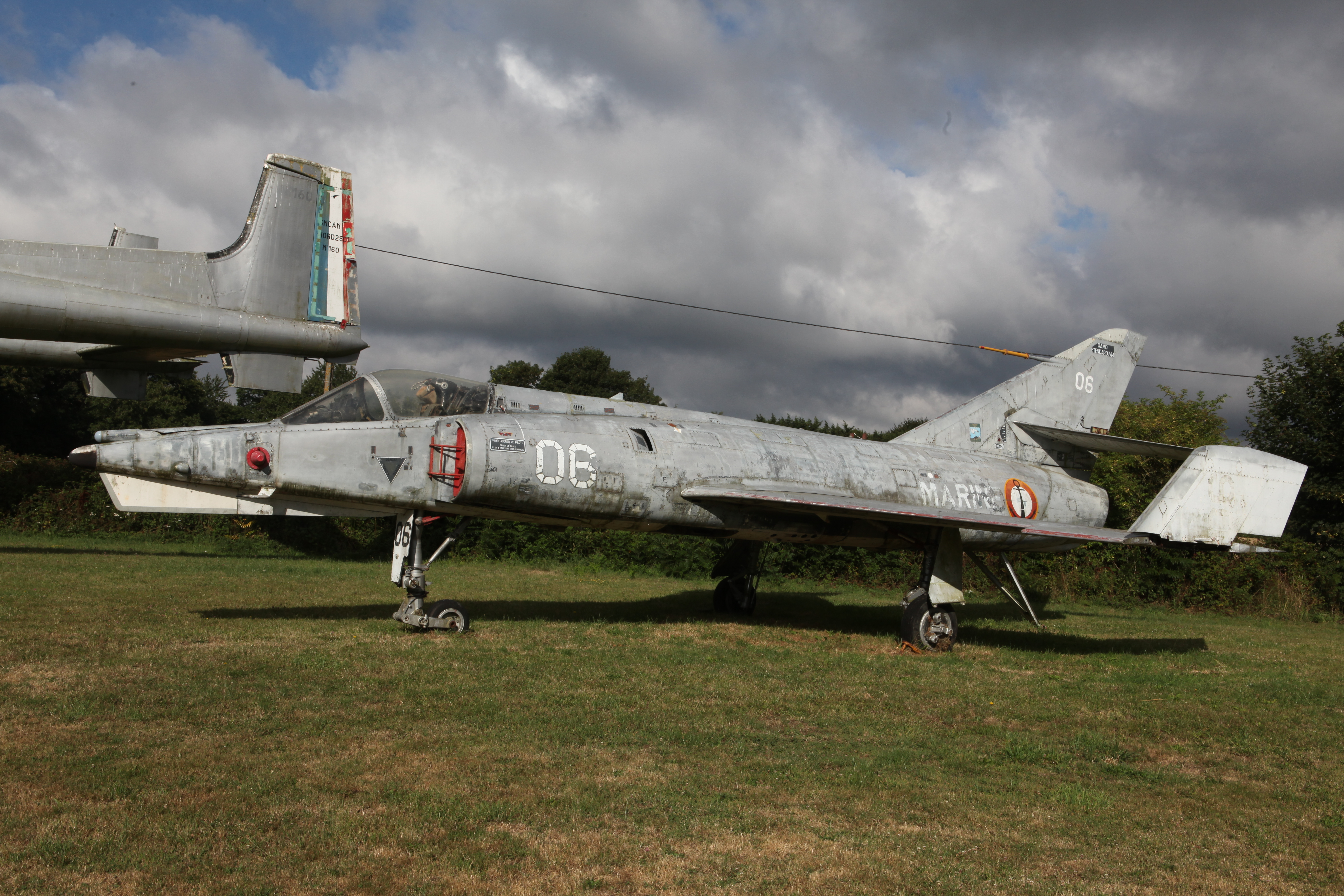
Dassault Étendard IV M

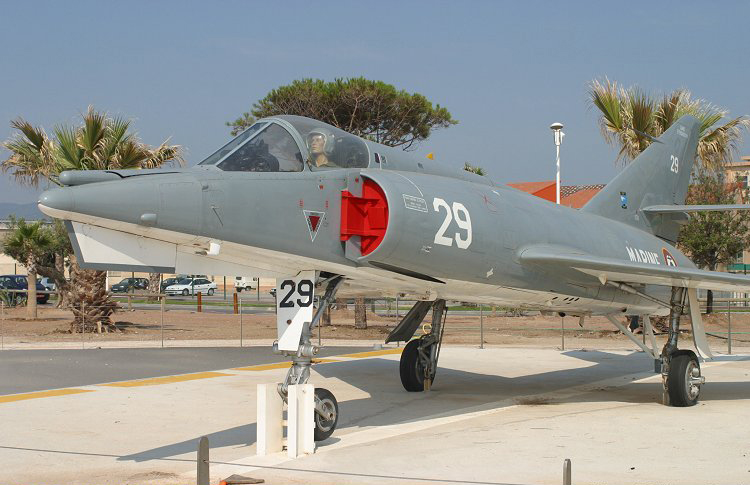
Dassault Étendard IV M

Étendard IV: Dies war der erste Prototyp (noch mit Snecma-Atar-101E-Triebwerk ausgestattet), der von Dassault auf eigene Kosten gebaut und anschließend für die Marine modifiziert wurde.
Étendard IVM: Dies war die Standard-Marineversion. Diese Flugzeuge hatten gegenüber der IV eine erweiterte Tragfläche mit Sägezahnvorderkante, klappbare Außenflügel, ein größeres Seitenruder, ein verstärktes Fahrwerk, eine Luftbetankungsvorrichtung, Katapultbefestigung
und Fanghaken. Sie waren mit einer Druckkabine und einem Einziehfahrwerk mit jeweils drei einfach bereiften Rädern, einem Feuerleitsystem namens AIDA und einem Bombenzielrechner von Saab ausgerüstet.
Étendard IVB: Von dieser Variante gab es nur einen Prototyp. Diese Variante verfügte über ein Rolls-Royce Avon Mk.51 als Antrieb und angeblasene Landeklappen.
Étendard IVP: Diese unbewaffneten Flugzeuge wurden als Aufklärer und Lufttanker für die Étendard IVM gebaut. Die Hauptunterschiede bestanden in zwei bis drei Omera-Aufklärerkameras und in der Ausrüstung zur Luftbetankung, außer einer starren Luftbetankungssonde verfügte diese Version auch über einen Schlauchtrommelbehälter zur „Buddy-Betankung“. Insgesamt wurden 21 Stück hergestellt.

## Militärische Nutzer
- Frankreich Aéronavale

## Technische Daten
| Kenngröße             | Dassault Étendard IVM                                 |
| --------------------- | ----------------------------------------------------- |
| Länge                 | 14,31 m                                               |
| Spannweite            | 9,60 m                                                |
| Höhe                  | 3,86 m                                                |
| Flügelfläche          | 28,40 m²                                              |
| Flügelstreckung       | 3,2                                                   |
| Leermasse             | 6.450 kg                                              |
| max. Startmasse       | 11.500 kg                                             |
| Triebwerk             | ein Strahltriebwerk SNECMA Atar 8B mit 43,16 kN Schub |
| Höchstgeschwindigkeit | 1205 km/h                                             |
| Dienstgipfelhöhe      | 13.045 m                                              |
| Reichweite            | 2092 km                                               |

### Bewaffnung
- zwei 30-mm-DEFA-Kanonen mit je 150 Schuss
- Waffenlast von bis zu 1.360 kg an vier Außenlaststationen:
  - Aérospatiale AM-39 „Exocet“ Seezielflugkörper
  - Matra R.550 „Magic 1/2“ Luft-Luft-Rakete
  - CEA AN-52 Nuklearbombe mit einer Sprengkraft von 25 Kilotonnen
  - Zusatztanks